# روزی پلین
روزی پلین (انگلیسی: Rozi Plain؛ زادهٔ) موسیقی‌دان اهل بریتانیا است.